# How to Be the Jerk Women Love
How to Be the Jerk Women Love is de elfde aflevering van het negende seizoen van het tienerdrama Beverly Hills, 90210, die voor het eerst werd uitgezonden op 13 januari 1999.

## Plot
Na een gesprek tussen Steve, Janet, Donna en Noah over het versieren van dames en hoe vaak mannen hier op hun neus vallen besluit Steve een cursus te maken voor mannen die een vrouw willen versieren omdat hij vindt dat hij hier geweldig in is. Hij roept de hulp in van David om hem te helpen, David ziet dit niet zo zitten maar doet toch mee. Steve maakt een videotape hoe hij iemand versiert, de dame op de tape is Janet die hij ook meegekregen heeft in zijn project en laat deze zien op een bijeenkomst van een aantal mannen die zich opgegeven hebben. Na deze bijeenkomst neemt Steve de mannen mee naar de After Dark voor de praktijkles. Hij denkt dat iedereen nu zo een afspraakje kan maken, maar dit valt tegen en niemand krijgt een vrouw voor een afspraakje. David echter gebruikt een truckje van Steve bij een vrouw, Gertrude genaamd en zij valt er wel voor.
Dylan en Gina zitten in de After Dark en hebben het goed naar hun zin, totdat Gina drugs vindt in de jaszak van Dylan. Zij is boos en wil niets met drugs te maken hebben en wil weggaan. Na een ruzie besluit Dylan zijn drugs weg te gooien om het zo goed te maken met Gina, het kost hem veel moeite om zo af te kicken. Dylan gaat naar het kerkhof om naar het graf te gaan van zijn overleden vrouw, daar aangekomen ziet hij dat de graf weg is en gaat verhaal halen bij de opzichter. Deze vertelt dat de graf weggehaald is door haar vader en niet weet waar zij nu ligt. Dylan is woedend en wil verhaal halen bij de vader en koopt een pistool op de zwarte markt. Gina is nog steeds boos op Donna en wil nu in een goed blaadje komen bij tante Felice om zo een wig te drijven tussen Donna en haar moeder.
Matt wil een kans maken bij Kelly, zo erg dat hij dans- en kooklessen neemt om haar te overtuigen. Kelly verrast Matt met een bezoekje en ze ziet dan een knappe vrouw in de keuken bij Matt, Matt legt uit dat zij een goede vriendin is die hem kookles geeft en dat er verder niets speelt. Kelly heeft moeite met dit te geloven en gaat weg. Later komen zij toch weer bij elkaar en willen er voor gaan.

## Rolverdeling
- Jennie Garth - Kelly Taylor
- Ian Ziering - Steve Sanders
- Brian Austin Green - David Silver
- Tori Spelling - Donna Martin
- Luke Perry - Dylan McKay
- Joe E. Tata - Nat Bussichio
- Lindsay Price - Janet Sosna
- Daniel Cosgrove - Matt Durning
- Vanessa Marcil - Gina Kincaid
- Vincent Young - Noah Hunter
- Katherine Cannon - Felice Martin
- Kayren Butler - Gertrude